# جين مكينتوش
جين مكينتوش (بالإنجليزية: Jane McIntosh)‏ هي مؤلفة بريطانية، ولدت في 1950.